# It's Too Late to Stop Now
It's Too Late to Stop Now es el primer álbum en directo del músico irlandés Van Morrison, publicado por la compañía discográfica Van Morrison en febrero de 1974.  Mencionado con frecuencia como uno de los mejores álbumes en directo de la historia del rock, It's Too Late to Stop Now fue grabado durante una de las mejores etapas de Van Morrison como intérprete.
El doble álbum estuvo integrado por canciones interpretadas y grabadas en varios conciertos ofrecidos en The Troubadour de Los Ángeles, el Santa Monica Civic Auditorium y The Rainbow de Londres, durante una gira de tres meses con el respaldo de una banda de once miembros, The Caledonia Soul Orchestra, entre mayo y julio de 1973.

## Gira y conciertos
Destacado por ser un intérprete en directo muy voluble y temperamental, Morrison atravesó una de sus giras más diligentes en años durante 1973. Respaldado por su banda de once miembros, The Caledonia Soul Orchestra, que incluía una sección de vientos y otra de cuerdas, el propio Morrison destacó esa etapa como su mejor momento tocando en directo.
El propio Morrison comentó sobre las giras durante este periodo: «Me estoy metiendo cada vez más en la interpretación. Es increíble. Cuando toqué en el Carnegie Hall en otoño algo sucedió. De repente me sentí como "estás de vuelta en el escenario" y sucedió así... Muchas veces en el pasado he hecho conciertos y fue duro estar en ellos. Pero ahora la combinación parece ser la correcta».
| «Es como ver a un tigre. El tigre no está pensando en dónde va a poner sus patas o cómo va a matar... y es lo mismo con Van. Está tan "ahí" que está completamente absorto». —Jim Rothernel |

Evidencias de su recién vigorizada alegría en la interpretación fue exhibida al final de «Cyprus Avenue». Cuando un miembro del público gritaba: «Turn it on!», Morrison replicaba con buen humor: «It's turned on already». Al final de la canción, que solía alargarse más de diez minutos, terminaba el concierto diciendo: «It's too late to stop now!», frase que dio título al álbum y que apareció originalmente en el tema «Into the Mystic».
Los conciertos fueron descritos por Erik Hage como «secuencias del alma de un cachorro de león azotando a la multitud en un frenesí y luego deteniéndose —desmenuzando, corriendo, alejándose y persuadiendo cada gota de su banda». El guitarrista John Platania comentó: «Tuvo un funeral para una gran cantidad de sus viejas canciones sobre el escenario. Definitivamente había alegría a la hora de subir al escenario en ese momento. Fue un tiempo maravilloso para todo el mundo. Fue realmente como una familia. Ordinariamente, con músicos clásicos, de rock and roll y de jazz en la banda, se podría pensar que era una serpiente de tres cabezas».
Las canciones del álbum fueron grabadas al comienzo de la gira en Los Ángeles y Londres y también en Santa Mónica. Marco Bario, que acudió a la noche inaugural en The Troubadour, escribió en Playgirl: «Estuvo excepcional. El ambiente estaba bien, el público se mostró receptivo, y la música no dejaba comparaciones a realizar. Fue la mejor acturación hecha por un músico consumado que jamás he presenciado».

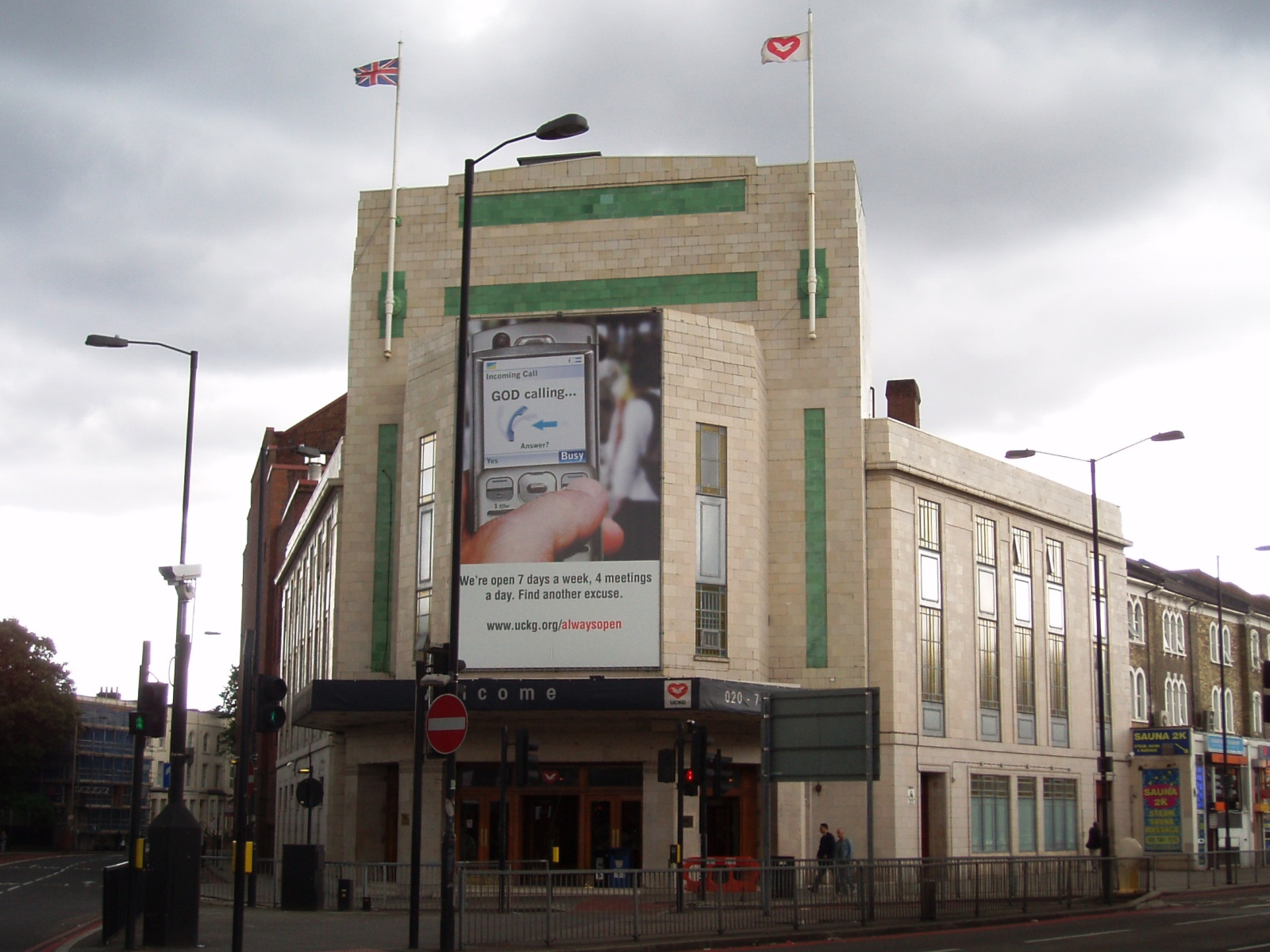
The Rainbow Theatre en Londres.

Los conciertos de Londres supusieron la primera vez que tocó en la ciudad desde los tiempos de Them, seis años antes. Los dos conciertos en el Rainbow Theatre fueron caracterizados como «el evento de rock del año» según Ritchie Yorke en su biografía. El concierto del 24 de julio fue también el primero retransmitido simultáneamente por el canal de televisión BBC 2 y por el canal de radio BBC Radio 2 de modo que los espectadores con altavoces estratégicamente situados pudieran disfrutar de una «televisión con sonido estéreo». La retransmisión tuvo lugar el 27 de mayo de 1974.

## Canciones
Morrison interpretó una emzcla de canciones de su desarrollo musical, junto a algunas de sus propias composiciones, aliado con la banda The Caledonia Soul Orchestra, fueron grabadas en diferentes localizaciones: The Troubadour en Santa Mónica los días 24 y 27 de mayo de 1973, en el Santa Monica Civic Auditorium el 29 de junio, y en The Rainbow de Londres los días 23 y 24 de julio. Estos conciertos resultaron en lo que Myles Palmer de Times calificó como «demoliendo todas las barreras entre los géneros del soul, del blues, del jazz y del rock». Las canciones elegidas incluyeron sus días en el grupo Them con versiones de «Gloria» y de «Here Comes the Night». Su primer éxito ensolitario, «Brown Eyed Girl», fue grabado pero no incluido en el álbum hasta su reedición en 2008. M. Clark calificó el álbum como «una inteligente selección de canciones que se basan en los seis discos de Morrison y cinco de los músicos de los que aprendió». Estos músicos incluyeron a  Bobby Bland, («Ain't Nothing You Can Do»), Ray Charles, («I Believe to My Soul»), Sam Cooke («Bring It On Home to Me»),  Sonny Boy Williamson II («Help Me» y "Take Your Hands Out of My Pocket») y una versión de la canción de Willie Dixon «I Just Want to Make Love to You» popularizada por Muddy Waters.
A diferencia de otros álbumes en directo, Morrison no permitió sobregrabaciones, lo que resultó en la exclusión de «Moondance» debido a un error en la guitarra. Morrison se adhirió estrictamente a su concepto de autenticidad a la hora de presentar una actuación en directo, pero su perfeccionismo musical le previnió de incluir «Moondance». Según el bajista David Hayes: «Es una práctica común volver atrás y arreglar las cosas, pero no con Van. Creo que es lo que le convierte en uno de los mejores de la historia».

## Recepción
El biógrafo John Collis definió el álbum como «uno de los más impresionantes de todos los intentos de exprimir la emoción en el escenario de un intérprete de rock en el vinilo». Por otra parte, Jason Ankenny de  Allmusic terminó su reseña diciendo que era «un retrato cálido y atractivo de un hombre en la cima de sus poderes».
Chris Jones de la BBC escribió: «En una configuración en directo, toda la hipérbole sobre la mezcla de géneros de Morrison en una visión céltica y mística tiene mucho sentido. Esto es música soul con un sentido muy real». Robert Christgau le otorgó una calificación de A y señaló que «Morrison documenta su deuda con el blues y el R&B definitivamente. Puedes escuchar a Bobby Bland en todo el disco, y también paga tributo con versiones a Ray Charles, John Lee Hooker, Sonny Boy Williamson II, Muddy Waters y Sam Cooke.
Ken Emerson de Rolling Stone comentó: «En It's Too Late, la voz de Morrison está en plena forma. Los otros músicos, la mayoría de los cuales habían tocado muchas veces antes con Morrison, nunca se retraen, pero Morrison podría haber servido mejor... Pero el poder de la voz de Morrison supera todos los inconvenientes».
Hal Horowitz, de American Songwriter, en su reseña sobre la reedición del disco en 2008, calificó el álbum con cinco estrellas y comentó: «El clásico es el doble álbum de 1974 It's Too Late... legítimamente en cualquier lista de los mejores discos en directo. Van normalmente golpea caliente y frío en el escenario, pero cuando se inflama aquí en los viejos blues, pocos pueden alcanzarle con la misma pasión blue eyed soul».

## Legado
Tres meses después de los conciertos de la gira, Morrison disolvió The Caledonia Soul Orchestra y marchó de vacaciones a Irlanda durante tres semanas, lo cual resultó en la grabación de Veedon Fleece. Una versión remasterizada del álbum fue publicada por Polydor Records en enero de 2008 con una versión en directo de «Brown Eyed Girl» como tema extra.
It's Too Late to Stop Now ha sido situado en varias listas de los mejores álbumes en directo de todos los tiempos. Según el biógrafo Johnny Rogan, «Morrison estaba en el medio de lo que fue, sin duda, su mejor etapa como intérprete».

## Lista de canciones
Todas las canciones escritas y compuestas por Van Morrison excepto donde se anota. 
| Cara A |                            |              |          |  |
| N.º    | Título                     | Escritor(es) | Duración |  |
| 1.     | «Ain't Nothin' You Can Do» | Joseph Scott | 3:44     |  |
| 2.     | «Warm Love»                |              | 3:04     |  |
| 3.     | «Into the Mystic»          |              | 4:33     |  |
| 4.     | «These Dreams of You»      |              | 3:37     |  |
| 5.     | «I Believe to My Soul»     | Ray Charles  | 4:09     |  |

| Cara B |                                   |                                                   |          |  |
| N.º    | Título                            | Escritor(es)                                      | Duración |  |
| 1.     | «I've Been Working»               |                                                   | 3:56     |  |
| 2.     | «Help Me»                         | Sonny Boy Williamson II, Ralph Bass, Willie Dixon | 3:25     |  |
| 3.     | «Wild Children»                   |                                                   | 5:04     |  |
| 4.     | «Domino»                          |                                                   | 4:48     |  |
| 5.     | «I Just Want to Make Love to You» | Willie Dixon                                      | 5:16     |  |

| Cara C |                                   |                         |          |  |
| N.º    | Título                            | Escritor(es)            | Duración |  |
| 1.     | «Bring It On Home to Me»          | Sam Cooke               | 4:42     |  |
| 2.     | «Saint Dominic's Preview»         |                         | 6:18     |  |
| 3.     | «Take Your Hand Out of My Pocket» | Sonny Boy Williamson II | 4:04     |  |
| 4.     | «Listen to the Lion»              |                         | 8:43     |  |

| Cara D |                        |              |          |  |
| N.º    | Título                 | Escritor(es) | Duración |  |
| 1.     | «Here Comes the Night» | Bert Berns   | 3:14     |  |
| 2.     | «Gloria»               |              | 4:16     |  |
| 3.     | «Caravan»              |              | 9:20     |  |
| 4.     | «Cyprus Avenue»        |              | 10:20    |  |

| Temas extra (reedición de 2008) |                   |              |          |  |
| N.º                             | Título            | Escritor(es) | Duración |  |
| 9.                              | «Brown Eyed Girl» |              | 3:24     |  |

## Personal
Músicos
- Van Morrison: voz
- Theresa "Terry" Adams: chelo
- Bill Atwood: trompeta y coros
- Nancy Ellis: viola
- Tom Halpin: violín
- David Hayes: bajo y coros
- Tim Kovatch: violín
- Jeff Labes: piano y órgano
- John Platania: guitarra y coros
- Nathan Rubin: violín
- Jack Schroer: saxofón alto, tenor y barítono, pandereta y coros
- Dahaud Shaar: batería y coros

Equipo técnico
- Ted Templeman: producción
- Jeff Labes: arreglos de cuerdas
- Jack Schroer: arreglos de vientos
- Donn Landee, Myles Wiener, Biff Dawes, Jack Crymes, Gabby García, Chris Chigaridas, Bill Broms, Bob Harper: ingenieros
- Donn Landee: mezclas

## Posición en listas
| País           | Lista           | Posición |
| -------------- | --------------- | -------- |
| Estados Unidos | Billboard 200   | 53       |
| Reino Unido    | UK Albums Chart | 167      |